# Parlement du royaume de Sardaigne

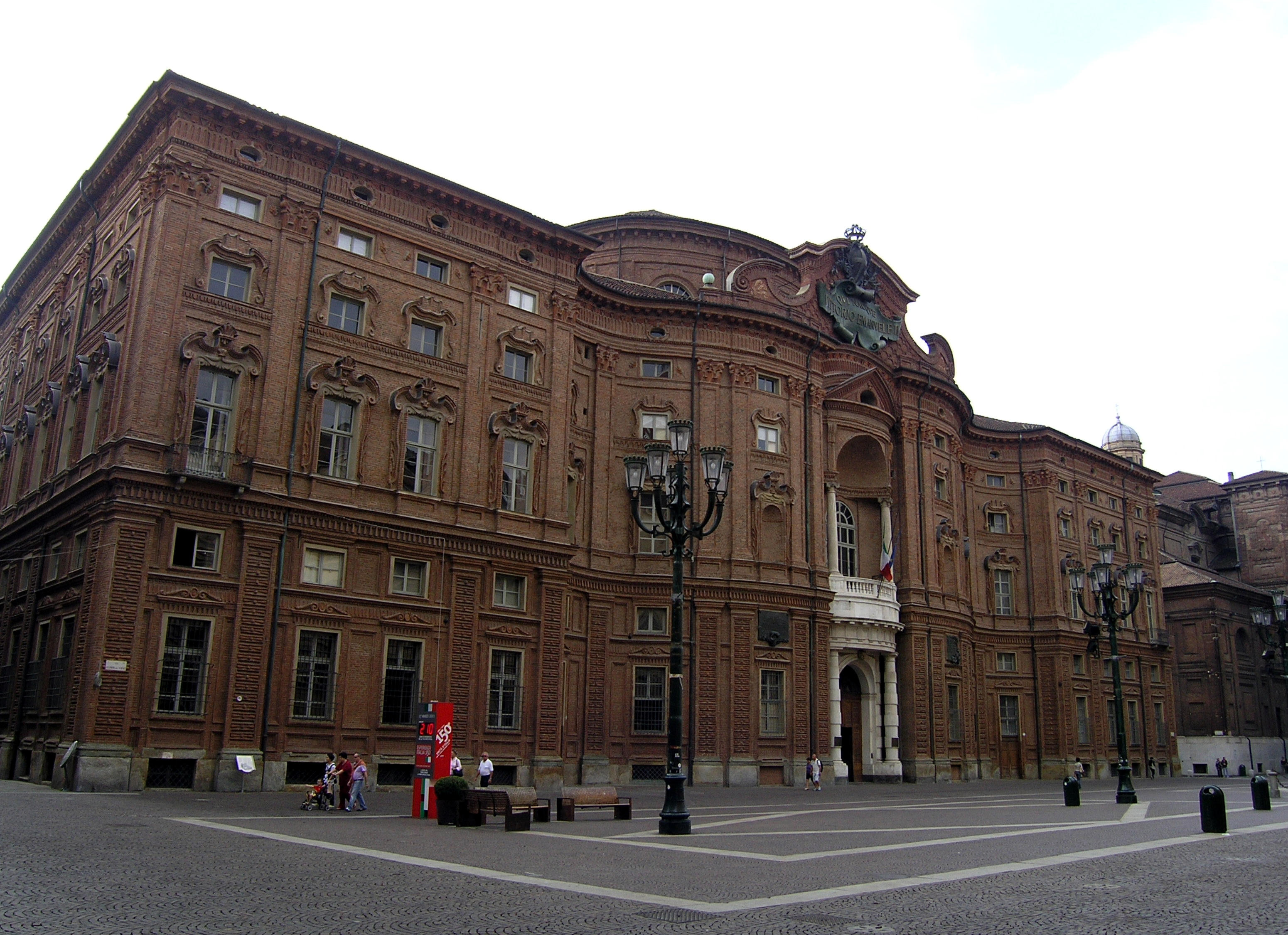
Le palais Carignan, siège de la Chambre des députés

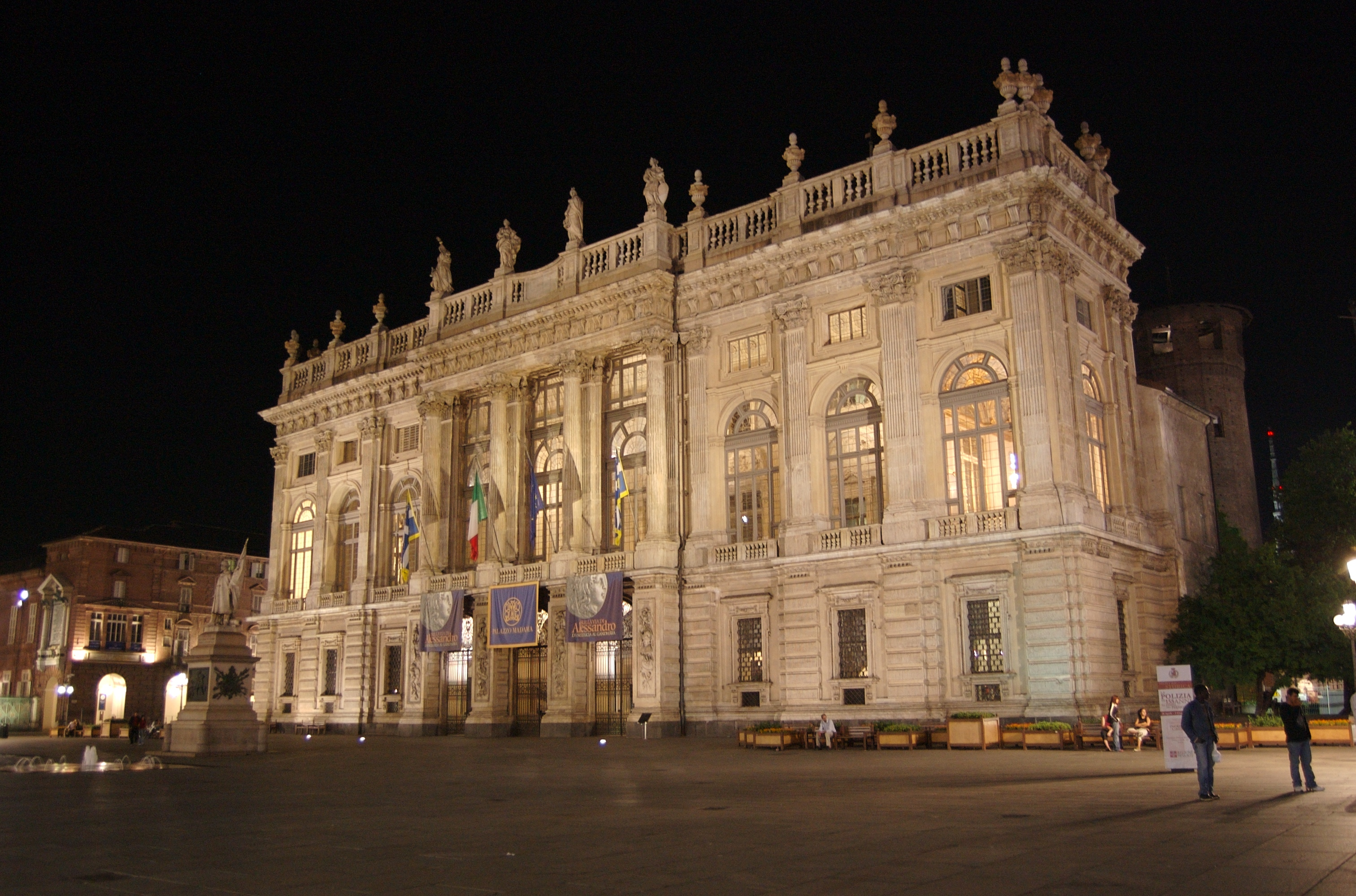
Le palais Madame, siège du Sénat

Le parlement du royaume de Sardaigne, issu du Statut albertin du 4 mars 1848, était l'organe législatif du royaume de Sardaigne de 1848 à 1861.  

## Composition
Il était composé de deux chambres :
- le Sénat, la chambre haute, dont les membres étaient nommés par le roi, qui ne pouvait être dissoute, et dont le siège se trouvait au palais Madame à Turin ;
- la Chambre des députés, la chambre basse, dont les membres étaient élus selon un suffrage censitaire et masculin, au scrutin uninominal majoritaire à deux tours, et qui avait son siège au palais Carignan à Turin.

## Fonctionnement
Le système du bicamérisme, qui était théoriquement conçu pour fonctionner de manière parfaite, s'avéra dans la réalité déséquilibré, avec une prévalence de la chambre basse. L'initiative des lois appartenait au gouvernement, aux ministres et aux parlementaires, en plus du roi. Pour qu'un projet de loi aboutisse à son terme, le texte devait être voté par les deux chambres, sans ordre de priorité à l'exception des lois fiscales et budgétaires qui devaient d'abord être présentées devant la chambre basse, puis il devait être validé par le roi. C'est pourquoi, selon le Statut albertin, les deux chambres et le roi représentaient les « trois pouvoirs législatifs » : il suffisait que l'un d'entre eux rejette le projet de loi pour que celui-ci ne puisse être présenté à nouveau dans la même session.
L'article 9 du Statut albertin prévoyait la possibilité d'une prorogation des sessions. Ainsi, le roi convoquait chaque année les deux chambres, pouvait suspendre les sessions pour en remettre la continuation à un autre jour, et dissoudre la Chambre des députés pour en convoquer une autre dans la limite de quatre mois. En principe, ces pouvoirs étaient mis en œuvre à l'occasion de travaux parlementaires délicats, hostiles au gouvernement ou qui donnaient lieu à des débats agités,.
Le pouvoir central se trouvait à Turin et, dans la pratique l'influence politique était concentrée dans la partie piémontaise du royaume, au détriment des régions périphériques. Il était aussi d'usage de désigner le parlement sous le nom de Parlement subalpin, surtout pour faire référence à la Chambre des députés. Par ailleurs, le palais Carignan, pour des raisons d'espace, était le lieu choisi pour les activités parlementaires qui nécessitaient la présence des deux chambres lors des séances solennelles comme le discours de la Couronne (discorso della Corona).

## Législatures de la Chambre des députés
Au total, sept législatures de la Chambre des députés se sont succédé de 1848 à 1860.
|      | Date de début    | Date de fin      | Date(s) d'élection    |
| Ire  | 8 mai 1848       | 30 décembre 1848 | 27 avril 1848         |
| IIe  | 1er février 1849 | 30 mars 1849     | 22 janvier 1849       |
| IIIe | 30 juillet 1849  | 20 novembre 1849 | 15 et 22 juillet 1849 |
| IVe  | 20 décembre 1849 | 20 novembre 1853 | 9 et 11 décembre 1849 |
| Ve   | 19 décembre 1853 | 25 octobre 1857  | 8 et 11 décembre 1853 |
| VIe  | 14 décembre 1857 | 21 janvier 1860  | 5 et 12 novembre 1857 |
| VIIe | 2 avril 1860     | 17 décembre 1860 | 25 et 29 mars 1860    |

## Mode d'élection des députés
| Province   | Nombre de députés |
| ---------- | ----------------- |
| Alexandrie | 21                |
| Annecy     | 8                 |
| Bergame    | 12                |
| Brescia    | 16                |
| Cagliari   | 12                |
| Chambéry   | 10                |
| Côme       | 15                |
| Crémone    | 11                |
| Coni       | 20                |
| Gênes      | 22                |
| Milan      | 30                |
| Nice       | 8                 |
| Novare     | 19                |
| Pavie      | 14                |
| Sassari    | 7                 |
| Sondrio    | 4                 |
| Turin      | 31                |

De 1848 à 1859, les élections des députés se déroulent selon l'édit royal sur la loi électorale n°680 du 17 mars 1848. Cette loi a été élaborée par une commission présidée par Cesare Balbo. Elle précise que les électeurs doivent être de nationalité sarde ou être ressortissants d'un autre État italien, être âgés de 25 ans ou plus, savoir lire et écrire, et payer un cens de 49 lires pour les habitants du Piémont ou 20 lires pour ceux du duché de Savoie, de la Ligurie et de la division de Nice. Les députés, au nombre total de 204, sont chacun élus dans un collège électoral, lequel élit un seul député au scrutin uninominal majoritaire à deux tours. Si à l'issue du premier tour, le candidat arrivé en tête a recueilli un nombre de votes représentant plus de la moitié des votants et plus d'un tiers des inscrits, il est élu. Dans le cas contraire, il y a ballottage et un second tour est organisé entre les deux candidats arrivés en tête au premier tour. Conformément à l'article 82 de la loi électorale, il n'existe pas de bulletins imprimés. Les électeurs sont tenus de rédiger leur bulletin ou de le faire rédiger par un scrutateur. 
La loi électorale de 1848 est partiellement modifiée par la loi n°3778 du 20 novembre 1859 qui fixe notamment à 260 le nombre de députés et établit la répartition des députés par province. Les règles concernant la victoire au premier tour ou la qualification pour le second tour ne sont pas modifiées. En revanche, il est précisé que les seconds tours doivent être organisés sous huit jours après le premier vote.

## Présidents

### Chambre des députés
| Président                      | Parti             | Mandat                              | Note      |
| ------------------------------ | ----------------- | ----------------------------------- | --------- |
| Ire législature                |                   |                                     |           |
| Vincenzo Gioberti              | Néoguelfisme      | 8 mai 1848 - 30 décembre 1848       |           |
| IIe législature                |                   |                                     |           |
| Lorenzo Pareto                 | Mazzinisme        | 1er février 1849 - 30 mars 1849     |           |
| IIIe législature               |                   |                                     |           |
| Lorenzo Pareto                 | Mazzinisme        | 30 juillet 1849 - 20 novembre 1849  | 2e mandat |
| IVe législature                |                   |                                     |           |
| Pier Dionigi Pinelli           |                   | 20 décembre 1849 - 22 avril 1852    | Décès     |
| Urbano Rattazzi                | Gauche historique | 11 mai 1852 - 27 octobre 1853       |           |
| Carlo Bon Compagni di Mombello |                   | 16 novembre 1853 - 21 novembre 1853 |           |
| Ve législature                 |                   |                                     |           |
| Carlo Bon Compagni di Mombello |                   | 19 décembre 1853 - 16 juin 1856     | 2e mandat |
| Carlo Cadorna                  |                   | 7 janvier 1857 - 16 juillet 1857    |           |
| VIe législature                |                   |                                     |           |
| Carlo Bon Compagni di Mombello |                   | 14 décembre 1857 - 14 juillet 1858  | 3e mandat |
| Urbano Rattazzi                | Gauche historique | 10 janvier 1859 - 21 janvier 1860   | 2e mandat |
| VIIe législature               |                   |                                     |           |
| Giovanni Lanza                 | Droite historique | 2 avril 1860 - 17 décembre 1860     |           |

### Sénat
| Président                  | Parti             | Mandat                | Note      |
| Ire législature            |                   |                       |           |
| Gaspare Coller             |                   | 1848-1848             |           |
| IIe législature            |                   |                       |           |
| Giuseppe Manno             |                   | 1849-1849             |           |
| IIIe législature           |                   |                       |           |
| Giuseppe Manno             |                   | 1849-1849             | 2e mandat |
| IVe législature            |                   |                       |           |
| Giuseppe Manno             |                   | 1849-1853             | 3e mandat |
| Ve législature             |                   |                       |           |
| Giuseppe Manno             |                   | 1853-1855             | 4e mandat |
| Cesare Alfieri di Sostegno | Droite historique | 1855-1857             |           |
| VIe législature            |                   |                       |           |
| Cesare Alfieri di Sostegno | Droite historique | 1857-1860             | 2e mandat |
| VIIe législature           |                   |                       |           |
| Cesare Alfieri di Sostegno | Droite historique | 1860-Royaume d'Italie | 3e mandat |